# Vinton County
Vinton County er et county i den amerikanske delstat Ohio, med sæde i byen McArthur.

## Demografi
Ifølge folketællingen fra 2000 boede der 12.806 personer i amtet. Der var 4.892 husstande med 3.551 familier. Befolkningstætheden var 12 personer pr. km². Befolkningens etniske sammensætning var som følger: 98,08% hvide, 0,35% afroamerikanere.
Gennemsnitsindkomsten for en husstand var $ 29.465 årligt, mens gennemsnitsindkomsten for en familie var på $ 34.371 årligt.
39°15′0″N 82°29′24″V / 39.25000°N 82.49000°V